# Marthamyces foliicola
Marthamyces foliicola är en svampart som först beskrevs av Nograsek & Matzer, och fick sitt nu gällande namn av Minter 2003. Marthamyces foliicola ingår i släktet Marthamyces och familjen Rhytismataceae.   Inga underarter finns listade i Catalogue of Life.